# Сорочка (приток Самары)
Сорочка — река в России, левый приток Самары. Протекает в Тоцком и Сорочинском районах Оренбургской области. Устье реки находится в 362 км по левому берегу реки Самара, около села Кирсановка. Длина реки составляет 63 км. Левые притоки — Бугай, Сухушка (Суходол).
Наименование реки, вероятно, происходит от названия птицы сорока. В России немало сходных по семантике топонимов.

## Данные водного реестра
По данным государственного водного реестра России относится к Нижневолжскому бассейновому округу, водохозяйственный участок реки — Самара от Сорочинского гидроузла до водомерного поста у села Елшанка. Речной бассейн реки — Волга от верховий Куйбышевского вдхр. до впадения в Каспий.
Код объекта в государственном водном реестре — 11010001012112100006624.